# Gaza (El Ala Oeste)
 Gaza  es el vigésimo primer capítulo de la quinta temporada de la serie dramática El ala oeste de la Casa Blanca..

## Argumento
Donna está feliz visitando Gaza junto al fotógrafo Colin Ayres (interpretado por Jason Isaacs). Junto al Almirante Percy Fitzwallace se monta en una coche negro para hacer un pequeño viaje. Pero todo se tuerce al producirse una explosión. El almirante y dos congresistas mueren en el atentado, y Donna es herida de gravedad. Las noticias, pronto, llegan hasta la Casa Blanca.
Allí el más afectado es Josh, quien, alterado, ve cómo Leo le da su permiso para viajar a una base de la USAF en Alemania, donde han trasladado a Donna. De camino, va leyendo los correos electrónicos de su ayudante que le iba enviando diariamente desde Oriente Próximo. En el Despacho Oval se decide investigar el atentado, buscar culpables y expresar las condolencias a los familiares de los fallecidos.
Toby está horrorizado: su exmujer, la congresista Andy Wyatt iba junto al coche donde viajaban los fallecidos. Pero está ilesa, y, haciendo de tripas corazón, debe escribir un discurso de condena para el Presidente, mientras Will le presiona para que echarle un vistazo y poder comentarle ideas al Vicepresidente.
Finalmente, el Presidente Bartlet, afectado porque había enviado al Almirante Fitzwallace a Gaza decide visitar a la viuda del militar en su casa junto a la ayudante de Seguridad Nacional, Kate Harper.

## Curiosidades
- Para el episodio se contrataron a más de 200 extras con una fisonomía parecida a los palestinos.[1]

## Premios
- Janel Moloney, quien interpreta a Donna Moss fue nominada a la mejor actriz de reparto en serie dramática para los Premios Emmy.[1]

- Kenneth Hardy y Ellen Totleben Ellen Totleben, nominados a la mejor Dirección Artística en los [Premios Emmy].[1]

- Gary D. Rogers, Dan Hiland Dan Hiland y Patrick Hanson, CAS, nominados al mejor Montaje de Sonido en los [Premios Emmy].[2]

- Thomas Del Ruth, ASC, ganador a la mejor Fotografía en los Premios ASC.[2]

## Enlaces
- Enlace al Imdb. (enlace roto disponible en Internet Archive; véase el historial, la primera versión y la última).
- Guía del Episodio (en inglés).